# Đinh lăng ráng
Đinh lăng ráng, hay còn gọi là Đinh lăng lá to, danh pháp khoa học Polyscias filicifolia là một loài thực vật có hoa trong Họ Cuồng cuồng. Loài này được (C.Moore ex E.Fourn.) L.H.Bailey miêu tả khoa học đầu tiên năm 1916.